# Ross Geller
Ross Eustace Geller (* 18. října 1967) je hlavní postava amerického televizního seriálu Přátelé. Hraje ho David Schwimmer. Do češtiny ho daboval Daniel Rous. Jeho mladší sestrou je Monica, s Chandlerem se zná z vysoké, jeho láskou a pár dní i manželkou je Rachel. Jeho rodiči jsou Jack Geller a Judy Gellerová. První manželkou byla Carol, druhou manželkou Emily Walthamová a třetí manželkou byla Rachel Greenová.

## Osobnost
Ross je nejvzdělanější z party, je doktorem paleontologie, pracoval v muzeu a přednáší na univerzitě. Příliš často se rozvádí a má smůlu na ženy. Má dvě děti a několik bývalých manželek. Stejně jako herec David Schwimmer je i Ross Žid.

## Partnerky

### Carol
Se svou první manželkou Carol se Ross rozvedl po sedmi letech manželství, protože se ukázalo, že je ve skutečnosti lesba, která ještě před tím ovšem stačila otěhotnět. Po rozvodu spolu vychází dobře a sdílí péči o jejich syna Bena.

### Emily
Ross se s Angličankou Emily seznámil úplnou náhodou, když ho Rachel přemluvila, aby vzal neteř jejího šéfa na operu místo ní, protože ona si na stejný večer domluvila rande. Nakonec odjeli do Vermontu, kde se spolu vyspali. Ross požádal Emily o ruku, protože chtěl, aby se za ním nastěhovala do New Yorku. Rachel původně nechtěla jít na svatbu, ale uvědomila si, že Rosse stále miluje a odjela mu to říct. Ross potom u oltáře místo "Beru si tě, Emily" řekl "Beru si tě, Rachel." I po tomto incidentu chtěla Emily pokračovat ve vztahu, avšak jen pokud jí slíbí, že už se nikdy neuvidí s Rachel. Brzy jim oběma dojde, že pokud si navzájem nevěří, manželství nemůže fungovat, a tak se Ross rozvede podruhé.

### Rachel
Ross je do Rachel zamilovaný už od střední školy, Rachel byla spolužačka a nejlepší kamarádka Moniky. První polibek si dali ještě v první sérii v prádelně, na konci první série Ross odjel do Číny a Rachel si uvědomila, že ho také miluje. Ross se vrátil s přítelkyní Julií, se kterou se ale nakonec kvůli Rachel rozešel. Jejich vztah se začal rozpadat, protože Ross žárlil na kolegu Rachel Marka. Po několika hádkách se Rachel rozhodla dát si pauzu, což Ross špatně pochopil a vyspal se s dívkou od kopírky Cloe. Později se v Las Vegas vzali, o čemž ale kvůli množství vypitého alkoholu pomalu ani nevěděli a brzy se rozvedli. Jednou spolu opět strávili noc, ale Rachel poté otěhotněla a na konci osmé série se jim narodila holčička Emma. V posledním díle se dali znovu dohromady.

## Děti

### Ben
Ben je manželský syn Rosse a jeho první ex-manželky Carol. Na to, že je těhotná, se přišlo až tehdy, kdy se rozváděli a Carol již chodila se Susan. 

### Emma
Emma je nemanželská dcera Rosse a Rachel. Rachel otěhotněla při jednom z jejich milostných vzplanutí a rozhodli se s Rossem vychovávat Emmu společně, ač nebudou ani pár, ani manželé. Emmě je v poslední epizodě jeden rok.